# ناحیه پیتسفورد، میشیگان
ناحیه پیتسفورد (به انگلیسی: Pittsford Township) یک منطقهٔ مسکونی در ایالات متحده آمریکا است که در شهرستان هیلزدیل، میشیگان واقع شده‌است.
 ناحیه پیتسفورد  ۱٬۶۰۳ نفر جمعیت دارد و ۳۰۹ متر بالاتر از سطح دریا واقع شده‌است.